# Igreja de São Estêvão de Rosheim

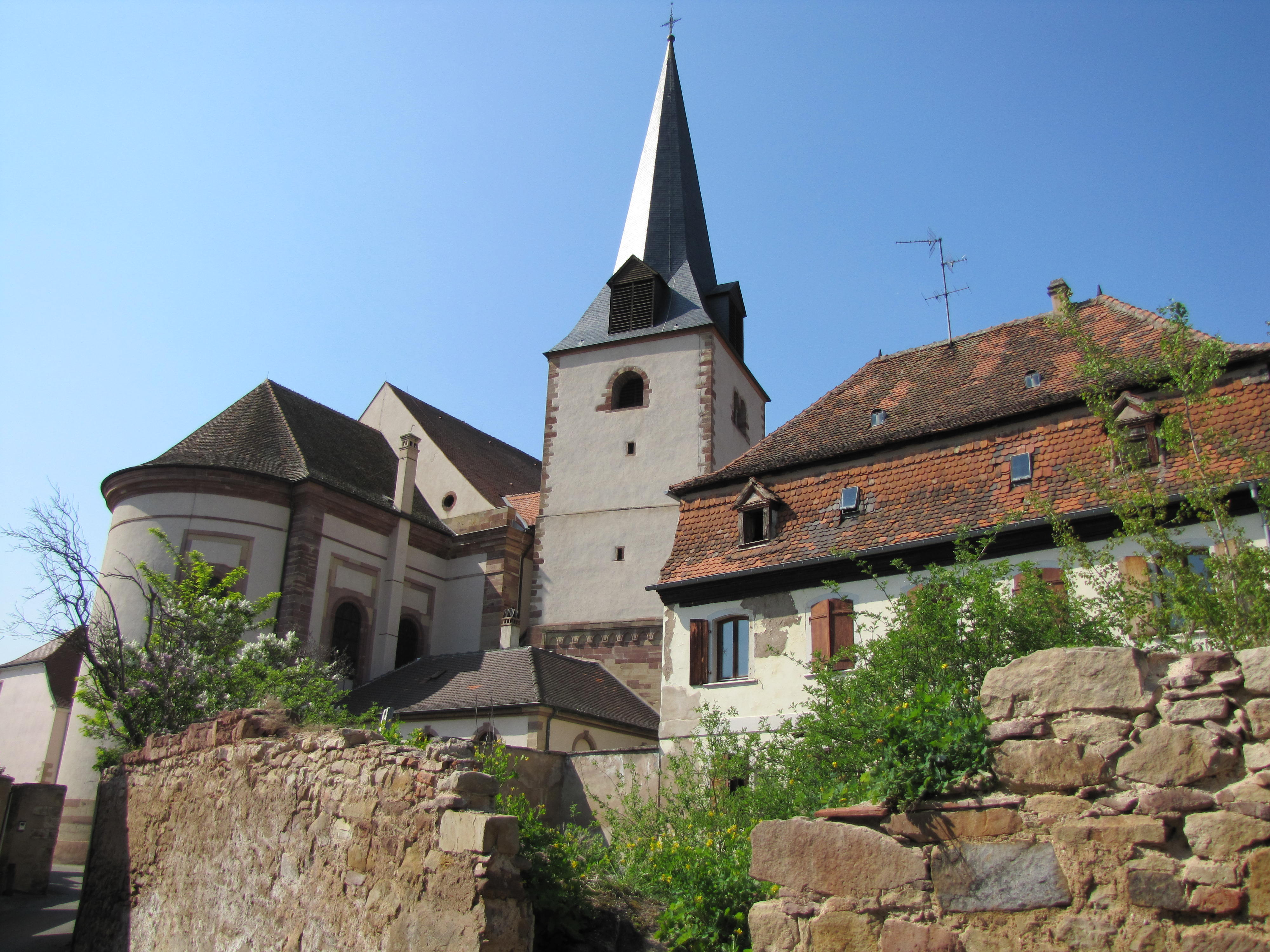
Igreja de São Estêvão de Rosheim

Igreja de São Estêvão de Rosheim é uma igreja em Rosheim, Bas-Rhin, Alsace, na França. Construída originalmente no século XIII, foi reconstruída pela última vez em 1788. Tornou-se um Monument historique registrado em 1990.